# Odontoterakis
Odontoterakis ist eine Gattung der Spulwürmer mit sechs Arten. Sie sind Parasiten im Dickdarm bodenbewohnender Vögel in Australien und Südamerika.

## Merkmale
Die Zwischenlippen sind leicht gebogen, aber ohne rückläufige Stränge (cordons) und nicht untereinander verbunden. Die Kutikulawände des Lippenraums (Cheilorhabdion) überragen die Lippen nicht. Die Vorderlappen der Pharyngeostoma tragen einen Zahn (Onchium). Männchen besitzen, mit Ausnahme von Odontoterakis bancrofti, den für Heterakinae typischen Satz mit 11 Kaudalpapillen und darüber hinaus ein zusätzliches Paar verlängerter Papillen zwischen Kloake und Genitalsaugnapf.

## Systematik
Hodda (2022) ordnet die Gattung in die Tribus Heterakini, Untertribus Heterakinii der Unterfamilie Heterakinae ein. Das Interim Register of Marine and Nonmarine Species (IRMNG) listet folgende Arten:
- Odontoterakis alata (Schneider, 1866)
- Odontoterakis bancrofti (Johnston, 1912)
- Odontoterakis crypturi Baylis, 1944
- Odontoterakis fariai Travassos, 1913
- Odontoterakis multidentata Baylis, 1944
- Odontoterakis valvata Schneider, 1866